# Línea de alta velocidad Perpiñán-Figueras
La línea de alta velocidad Perpiñán-Figueras es una línea ferroviaria transeuropea que une Occitania (Francia) y Cataluña (España), conectando la red de alta velocidad española con la red de alta velocidad francesa. Se trata de una línea de explotada por la Sociedad Línea Figueras Perpiñán, propiedad de las empresas públicas SNCF y Adif, las cuales tuvieron en 2016 que rescatar el túnel tras la quiebra de la concesionaria TP Ferro. Está diseñada para permitir tráficos mixtos, tanto de viajeros como de mercancías, y se encuentra abierta al tráfico comercial de trenes desde diciembre de 2010.
Tiene una longitud total de 44,4 kilómetros: 24,6 en Francia y 19,8 en España. El trazado discurre desde la Estación de Figueras-Vilafan —en donde enlaza con la Línea de alta velocidad (LAV) Madrid-Zaragoza-Barcelona-Frontera francesa—, hasta la ciudad de Perpiñán, donde conecta con la red ferroviaria convencional y de alta velocidad francesa hacia Montpellier. La línea incluye un túnel de 8,3 kilómetros, el túnel del Pertús, que atraviesa el Pirineo bajo la frontera.
Es la única conexión ferroviaria España-Francia que no requiere de cambio de ancho o transbordo.

## Historia
En la planificación de la construcción de la LAV Madrid-Zaragoza-Barcelona-Frontera francesa se hacía necesario un acuerdo entre los Estados español y francés para acometer la conexión de la nueva línea con la red ferroviaria francesa. Con este fin, los Gobiernos de España y Francia suscribieron en Madrid, el 10 de octubre de 1995, un «Acuerdo para la construcción y explotación de la sección internacional de una línea ferroviaria de alta velocidad entre España y Francia (vertiente mediterránea)», mediante el cual se delimitaba un tramo de concesión privada entre la última estación francesa, Perpiñán, y la primera estación española, Figueras-Vilafan.
Según el acuerdo hispano-francés, las características del tramo internacional debían ser: alta velocidad, ancho europeo estándar, doble vía y tráfico mixto de viajeros y mercancías. La empresa que obtuviera la concesión debía construir y explotar la línea a cambio de recibir subvenciones de los Estados francés, español, y de la Unión Europea, así como de obtener el derecho al cobro de un peaje por cada circulación en la línea, asegurando al concesionario unos tráficos mínimos a largo plazo. El período de concesión finalmente otorgado a la empresa adjudicataria fue de 50 años, aunque posteriormente se aumentó a 53.
El Consejo de Ministros de España autorizó la licitación de la concesión el 23 de febrero de 2001, aunque finalmente esta primera concesión no llegó a buen puerto por discrepancias con las condiciones de las empresas finalmente seleccionadas. Seis grupos de empresas fueron seleccionados para participar en el concurso, incluyendo una agrupación, «Ferromed», formada por las empresas públicas de ambos Estados, el español GIF (actual Adif) y el francés RFF. Finalmente, la adjudicación se realizó al consorcio privado TP Ferro, una unión entre la constructora francesa Eiffage y la española ACS. Finalmente, el 11 de julio de 2003 el Consejo de Ministros de España autorizó a adjudicar la concesión a TP Ferro. Los trabajos comenzaron el 15 de noviembre de 2004 y la obra fue concluida en febrero de 2009. 
Según cifras difundidas en el año 2007, el coste total de construcción de la línea, incluida la financiación, ascendió a 1.096,7 millones de euros. De esta cantidad, 588,4 millones proceden de subvenciones públicas aportadas por los Gobiernos de Francia, de España y de la Unión Europea; otros 410 millones proceden de un crédito firmado con varios bancos (BBVA, Banesto, Caja Madrid, ING y Royal Bank of Scotland); por último, los accionistas de la concesionaria TP Ferro aportan 108,3 millones.

### Situación entre febrero de 2009 y diciembre de 2010
La infraestructura fue formalmente entregada por la concesionaria TP Ferro el 17 de febrero de 2009 cumpliendo con los plazos de construcción establecidos en el contrato. En su parte norte, la línea estaba conectada con la estación de Perpiñán, con continuidad al resto de la red francesa, pero en su parte sur la línea conecta exclusivamente con la línea de alta velocidad Madrid-Zaragoza-Barcelona-Frontera francesa que no se encontraba finalizada. Esta situación hizo que entre febrero de 2009 y diciembre de 2010 la línea ya finalizada no pudiera ser utilizada, habiendo que compensar a TP Ferro por el retraso en la construcción.

### Situación entre diciembre de 2010 y enero de 2013
La línea consiguió continuidad por el sur en diciembre de 2010 pero no a través de la finalización de la línea de alta velocidad prevista sino mediante la conexión por un ramal con la línea convencional de ancho ibérico. Se dotó a esta línea convencional de vía de triple carril en aquellos tramos en los que la nueva línea no estaba terminada para poder así dar continuidad al ancho internacional hasta Barcelona, conexión utilizada exclusivamente para trenes de mercancías.
Para viajeros, los trenes TGV comenzaron a recorrer la línea el 19 de diciembre de 2010, realizándose transbordo en la estación de Figueras-Vilafan a trenes de ancho ibérico que continuaban por la línea convencional.

### Situación tras enero de 2013
La línea de alta velocidad Madrid-Zaragoza-Barcelona-Frontera francesa fue inaugurada el 8 de enero de 2013 dando continuidad completa a toda la línea. Sin embargo, la diferencia de sistemas de señalización entre las redes francesa y española no permite el paso de trenes de viajeros directo entre ambas redes, situación que se solucionará a partir de abril de 2013.
En la actualidad, la estación de Figueras-Vilafan es utilizada como punto de transbordo entre los trenes AVE procedentes de España y los trenes TGV que, procedentes de Francia, llegan a la estación gracias a la línea de alta velocidad Perpiñán-Figueras.
Los trenes españoles tiene que funcionar con la TVM y el KVB para viajar hasta Francia para asegurarse del respeto de las limitaciones de velocidad.

## Últimas noticias
Según un comunicado de la compañía ferroviaria francesa SNCF, la conexión directa (sin cambio de tren o transbordo) entre Barcelona y París, comenzará a partir de mediados del mes de diciembre de 2013. La Generalidad confía en que con la apertura de la línea de alta velocidad directa, se recuperen los destinos directos a otras ciudades europeas como Milán, Ginebra, Zúrich, Turín o Hamburgo, que se había ofrecido en el pasado desde la capital catalana, y de paso se abran nuevas líneas en otras ciudades como Bruselas, Ámsterdam, Roma, Viena, Fráncfort o Berlín. A medio plazo también se espera la apertura de la conexión directa con Londres mediante el tren Eurostar y a través del Eurotúnel. De esta forma, España tendrá comunicación directa y fluida por primera vez con un haz de ciudades europeas de primer orden.